# موهرندورف
موهرندورف (به آلمانی: Möhrendorf) یک شهر در آلمان است که در ارلانگن-هخشتات واقع شده‌است.